# Grand Prix automobile de Monaco 1989
GP précédent GP suivant
Le Grand Prix automobile de Monaco 1989 (47e Grand Prix de Monaco), disputé sur le circuit de Monaco, à Monte-Carlo, à Monaco le 7 mai 1989, est la trente-sixième édition du Grand Prix, la 471e épreuve de l'histoire du championnat du monde de Formule 1 courue depuis 1950 et la troisième manche du championnat 1989.

## Course

### Classement de la course
| Pos. | No | Pilote                | Écurie                | Tours | Temps/Abandon                      | Grille | Points |
| ---- | -- | --------------------- | --------------------- | ----- | ---------------------------------- | ------ | ------ |
| 1    | 1  | Ayrton Senna          | McLaren-Honda         | 77    | 1 h 53 min 33 s 251 (135,401 km/h) | 1      | 9      |
| 2    | 2  | Alain Prost           | McLaren-Honda         | 77    | + 52 s 529                         | 2      | 6      |
| 3    | 8  | Stefano Modena        | Brabham-Judd          | 76    | + 1 tour                           | 8      | 4      |
| 4    | 21 | Alex Caffi            | Dallara-Ford          | 75    | + 2 tours                          | 9      | 3      |
| 5    | 4  | Michele Alboreto      | Tyrrell-Ford          | 75    | + 2 tours                          | 12     | 2      |
| 6    | 7  | Martin Brundle        | Brabham-Judd          | 75    | + 2 tours                          | 4      | 1      |
| 7    | 10 | Eddie Cheever         | Arrows-Ford           | 75    | + 2 tours                          | 20     |        |
| 8    | 19 | Alessandro Nannini    | Benetton-Ford         | 74    | + 3 tours                          | 15     |        |
| 9    | 3  | Jonathan Palmer       | Tyrrell-Ford          | 74    | + 3 tours                          | 23     |        |
| 10   | 5  | Thierry Boutsen       | Williams-Renault      | 74    | + 3 tours                          | 3      |        |
| 11   | 16 | Ivan Capelli          | March-Judd            | 73    | Allumage                           | 22     |        |
| 12   | 25 | René Arnoux           | Ligier-Ford           | 73    | + 4 tours                          | 21     |        |
| 13   | 22 | Andrea De Cesaris     | Dallara-Ford          | 73    | + 4 tours                          | 10     |        |
| 14   | 20 | Johnny Herbert        | Benetton-Ford         | 73    | + 4 tours                          | 24     |        |
| 15   | 6  | Riccardo Patrese      | Williams-Renault      | 73    | + 4 tours                          | 7      |        |
| Abd. | 24 | Luis Pérez-Sala       | Minardi-Ford          | 48    | Moteur                             | 26     |        |
| Abd. | 40 | Gabriele Tarquini     | AGS-Ford              | 46    | Allumage                           | 13     |        |
| Abd. | 31 | Roberto Moreno        | Coloni-Ford           | 44    | Boîte de vitesses                  | 25     |        |
| Abd. | 30 | Philippe Alliot       | Larrousse-Lamborghini | 38    | Moteur                             | 17     |        |
| Abd. | 15 | Mauricio Gugelmin     | March-Judd            | 36    | Moteur                             | 14     |        |
| Abd. | 11 | Nelson Piquet         | Lotus-Judd            | 32    | Collision                          | 19     |        |
| Abd. | 27 | Nigel Mansell         | Ferrari               | 30    | Boîte de vitesses                  | 5      |        |
| Abd. | 32 | Pierre-Henri Raphanel | Coloni-Ford           | 19    | Boîte de vitesses                  | 18     |        |
| Abd. | 26 | Olivier Grouillard    | Ligier-Ford           | 4     | Boîte de vitesses                  | 16     |        |
| Abd. | 23 | Pierluigi Martini     | Minardi-Ford          | 3     | Transmission                       | 11     |        |
| Abd. | 9  | Derek Warwick         | Arrows-Ford           | 2     | Panne électrique                   | 6      |        |
| Nq.  | 38 | Christian Danner      | Rial-Ford             |       | Non qualifié                       |        |        |
| Nq.  | 29 | Yannick Dalmas        | Larrousse-Lamborghini |       | Non qualifié                       |        |        |
| Nq.  | 12 | Satoru Nakajima       | Lotus-Judd            |       | Non qualifié                       |        |        |
| Npq. | 18 | Piercarlo Ghinzani    | Osella-Ford           |       | Non préqualifié                    |        |        |
| Npq. | 36 | Stefan Johansson      | Onyx-Ford             |       | Non préqualifié                    |        |        |
| Npq. | 17 | Nicola Larini         | Osella-Ford           |       | Non préqualifié                    |        |        |
| Npq. | 34 | Bernd Schneider       | Zakspeed-Yamaha       |       | Non préqualifié                    |        |        |
| Npq. | 37 | Bertrand Gachot       | Onyx-Ford             |       | Non préqualifié                    |        |        |
| Npq. | 33 | Gregor Foitek         | Eurobrun-Judd         |       | Non préqualifié                    |        |        |
| Npq. | 39 | Volker Weidler        | Rial-Ford             |       | Non préqualifié                    |        |        |
| Npq. | 35 | Aguri Suzuki          | Zakspeed-Yamaha       |       | Non préqualifié                    |        |        |
| Npq. | 41 | Joachim Winkelhock    | AGS-Ford              |       | Non préqualifié                    |        |        |

### Pole position et record du tour
- Pole position :  Ayrton Senna (McLaren-Honda) en 1 min 22 s 308 (vitesse moyenne : 145,561 km/h)[2].
- Meilleur tour en course :  Alain Prost (McLaren-Honda) en 1 min 25 s 501 au 59e tour (vitesse moyenne : 140,125 km/h)[3].

### Tours en tête
- Ayrton Senna (McLaren-Honda) : 77 tours (1-77)[4].

## Statistiques
- 16e victoire pour Ayrton Senna.
- 72e victoire pour McLaren en tant que constructeur.
- 44e victoire pour Honda en tant que motoriste.
- 1er podium pour Stefano Modena.
- 1ers points inscrits en championnat du monde en pour Stefano Modena et Alex Caffi.
- 1re et unique course en Formule 1 pour Pierre-Henri Raphanel.
- Pour la première fois depuis le Grand Prix automobile du Brésil 1977 et Emerson Fittipaldi, Ingo Hoffmann, Carlos Pace et Alex Ribeiro, quatre pilotes brésiliens sont présents sur la ligne de départ (Ayrton Senna, Roberto Moreno, Mauricio Gugelmin et Nelson Piquet).